# Heizfolie
Heizfolien sind elektrische Flächenheizungen, die neben vielen technischen Anwendungen auch z. B. im Bereich der Gebäudetechnik eingesetzt werden. Dort finden sie als elektrische Fußbodenheizung mit geringer Aufbauhöhe Verwendung.  Die Heizelemente der Heizfolie sind als elektrisch leitende Beschichtung auf einen Träger aufgebracht und in Polyesterfolie eingeschweißt. Über zwei Kupferbänder wird elektrischer Strom in die Heizfolie geleitet und dessen elektrische Energie in Wärme umgewandelt.

## Begriffsbestimmungen, nähere begriffliche Eingrenzung

### Funktionsprinzip in Gebäuden
Grundsätzlich eignen sich alle Flächen und trockenen Böden zur schwimmenden Verlegung von Heizfolien, eine nasse Verlegung ist hierbei auch möglich.
Heizfolien sind die dünnste Variante der elektrischen Fußbodenheizung (ab 0,338 mm). Die Heizelemente sind als elektrisch leitende Beschichtung auf einen Träger (z. B. Glasfasergewebe) aufgebracht und, zwecks elektrischer Isolierung, in Polyesterfolie eingeschweißt (laminiert). Über zwei eingebrachte Kupferbänder, die als Hauptleiter dienen, wird der elektrische Strom in die Heizfolie geleitet und in Wärme umgewandelt.
Bis auf den technisch notwendigen Rand von ca. 3 cm erwärmt sich die komplette beschichtete Fläche innerhalb der Heizfolie dabei gleichmäßig.
Versorgt wird die Elektroheizung direkt über das Stromnetz des Hauses.

### Anwendungen in der Gebäudetechnik
- elektrische Fußbodenheizung

### Anwendungen außerhalb der Gebäudetechnik
- Erwärmung von Bienenkörben zur gezielten Abtötung von Milben.[3]
- Beheizung von elektrisch betriebenen PKW[4]
- Beheizung von Aquarien und Terrarien[5]
- Spiegelbeheizung von PKWs[6]
- Beheizung von Elektrofiltern zur Veränderung des Kondensationspunktes[7]